# Frank Oladeinde
Frank Oladele Oladeinde ist ein österreichischer Schauspieler nigerianischer Herkunft. 

## Karriere
Frank Oladele Oladeinde wurde in Nigeria geboren, wo er auch seine Schulausbildung absolvierte. So besuchte er unter anderem von 1964 bis 1968 die Baptist High School in der Stadt Iwo im Bundesstaat Osun. In den 1970er Jahren kam er nach Österreich und ließ sich hier als Schauspieler ausbilden. Nachdem er selbst angibt, seit 1979 selbstständig zu sein, begann er in diesem Jahr ein Schauspielstudium am Max Reinhardt Seminar, das er im Jahre 1983 mit einem Bachelor of Arts in Theater abschloss. Von 1984 bis 1988 machte er am Max Reinhardt Seminar zusätzlich noch seinen Master in Theater.
Seine bekannteste Rolle war die des Josephus Okonkwo in der Fernsehserie Kaisermühlen Blues, die er von 1992 bis 1993 in insgesamt zwölf Folgen spielte. In Das Fest des Huhnes (1992) spielte er die Hauptrolle des Kayonga Kagame. Außerdem spielte er in den Filmen Drachenfutter (1987), Dunkles rätselhaftes Österreich (1994) und Jetzt erst recht (2003) sowie in der Fernsehserie Dolce Vita & Co (2001) mit. 
Oladeinde ist auch als Theaterschauspieler zu sehen. Hauptrollen spielte er 1999 in der Uraufführung von Fritz Fellners Notlandung und 2002 in Fritz Hochwälders Der Flüchtling im Jüdischen Theater Austria.